# ユーロビジョン・ソング・コンテスト1998
ユーロビジョン・ソング・コンテスト1998こと第43回ユーロビジョン・ソング・コンテストは、1998年5月9日にイギリス・バーミンガムのナショナル・インドア・アリーナで開催された。製作は英国放送協会。
この大会はオーケストラによる演奏が必要である最後の大会と共に、歌詞は自国の公用語で書かれる必要がある最後の大会でもある。
番組進行はウルリカ・ヨンソンとテリー・ウォーガンが担当した。この大会後に第24回主要国首脳会議が開催された。司会を務めたテリーは司会をしながらコメンテーターも務め、実質的にはウルリカが進行役として務めた。またコンテストの観客には過去4回ユーロビジョンを司会を務めたケイティ・ボイルが来場していた。

## 参加国
25ヶ国
以下参加国の出場回数及び中継テレビ局一覧(各国本部のみ記載)
- (41)　英国放送協会(BBC ONE)

- (1)　マケドニア放送協会
- (2)　TVR ルーマニア・テレビ
- (4)　etv エストニア・テレビ
- (4)　STV スロバキア・テレビ
- (4)　MTV マジャル・テレビ
- (5)　TVP ポーランド・テレビ
- (5)　SLO スロベニア放送
- (6)　HRT クロアチア放送
- (11)　TVM テレビ・マルタ
- (17)　ΡΙΚ キプロス放送協会
- (21)　ギリシャ国営放送
- (21)　トルコ国営放送
- (21)　iba イスラエル放送局
- (32)　アイルランド放送協会(RTÉ1)
- (34)　RTP ポルトガル国営テレビ
- (35)　フィンランド国営放送
- (38)　NRK ノルウェー放送協会(NRK1)
- (38)　SVT スウェーデン・テレビ
- (38)　 テレビシオン・エスパニョーラ
- (40)　オランダ放送協会
- (41)　フランス2
- (41)　 ベルギー・フランス語共同体放送

　　・BRTN ベルギー・オランダ語放送
- (42)　スイス放送協会(SF DRS独語放送,tsr仏語放送,TSI伊語放送)
- (42)　ドイツ公共放送連盟

( )内数字は参加回数

不出場乍ら中継放送を実施した局
・ORF オーストリア放送協会　
・DR デンマーク放送協会　 
・RÚV アイスランド国営放送
・LTV ラトビア・テレビ
・LRT リトアニア国営放送

## 結果
| 曲順 | 国名         | 言語           | アーティスト名                                     | 曲目                          | 順位 | 得点 |
| ---- | ------------ | -------------- | -------------------------------------------------- | ----------------------------- | ---- | ---- |
| 01   | クロアチア   | クロアチア語   | Danijela Martinović ダニイェラ・マルティノヴィッチ | Neka mi ne svane              | 5    | 131  |
| 02   | ギリシャ     | ギリシャ語     | Θάλασσα タラッサ                                   | Μια κρυφή ευαισθησία          | 20   | 12   |
| 03   | フランス     | フランス語     | Marie Line マリー・リーン                          | Où Aller                      | 24   | 3    |
| 04   | スペイン     | スペイン語     | Mikel Herzog ミケル・ヘルツォーク                  | ¿Qué voy a hacer sin ti?      | 16   | 21   |
| 05   | スイス       | ドイツ語       | Gunvor グンヴォル                                  | Lass ihn                      | 25   | 0    |
| 06   | スロバキア   | スロバキア語   | Katarína Hasprová カタリナ・ハスプローヴァ         | Modlitba                      | 21   | 8    |
| 07   | ポーランド   | ポーランド語   | Sixteen シックスティーン                           | To takie proste               | 17   | 19   |
| 08   | イスラエル   | ヘブライ語     | דנה אינטרנשיונל ダナ・インターナショナル           | דיווה                         | 1    | 172  |
| 09   | ドイツ       | ドイツ語       | Guildo Horn ギルド・ホルン                         | Guildo hat Euch lieb!         | 7    | 86   |
| 10   | マルタ       | 英語           | Chiara キアラ                                      | The One That I Love           | 3    | 165  |
| 11   | ハンガリー   | ハンガリー語   | Charlie チャーリー                                 | A holnap már nem lesz szomorú | 23   | 4    |
| 12   | スロベニア   | スロベニア語   | Vili Resnik ヴィリ・レズニック                     | Naj bogovi slišijo            | 18   | 17   |
| 13   | アイルランド | 英語           | Dawn Martin ドーン·マーティン                      | Is Always Over Now?           | 9    | 64   |
| 14   | ポルトガル   | ポルトガル語   | Alma Lusa アルマ・ルサ                             | Se eu te pudesse abraçar      | 12   | 36   |
| 15   | ルーマニア   | ルーマニア語   | Mălina Olinescu マリナ・オリネスク                 | Eu cred                       | 22   | 6    |
| 16   | イギリス     | 英語           | Imaani イマーニ                                    | Where Are You?                | 2    | 166  |
| 17   | キプロス     | ギリシャ語     | Μιχάλης Χατζηγιάννης ハイケル・ハジヤニス          | Yenesis                       | 11   | 37   |
| 18   | オランダ     | オランダ語     | Edsilia Rombley シリア・ロンブレイ                 | Hemel en aarde                | 4    | 150  |
| 19   | スウェーデン | スウェーデン語 | Jill Johnson ジル・ジョンソン                      | Kärleken är                   | 10   | 53   |
| 20   | ベルギー     | フランス語     | Mélanie Cohl メラニー・コール                      | Dis oui                       | 6    | 122  |
| 21   | フィンランド | フィンランド語 | Edea イデア                                        | Aava                          | 15   | 22   |
| 22   | ノルウェー   | ノルウェー語   | w:Lars A. Fredriksen ラース・フレデリックソン      | Alltid sommer                 | 8    | 79   |
| 23   | エストニア   | エストニア語   | Koit Toome コイト・トーメ                          | Mere lapsed                   | 12   | 36   |
| 24   | トルコ       | トルコ語       | Tarkan Tüzmen タルカン・トュズメン                 | Unutamazsın                   | 14   | 25   |
| 25   | マケドニア   | マケドニア語   | Владо Јаневски ヴラド・ヤネフスキ                  | Ne zori, zoro                 | 19   | 16   |

## 歌詞
各曲の歌詞については以下を参照のこと

Diggiloo Thrush